# Sphinctomyrmex cribratus
Sphinctomyrmex cribratus é uma espécie de formiga do gênero Sphinctomyrmex.